# Maurice Reuchsel
Pour les articles homonymes, voir Reuchsel.
Maurice Reuchsel est un violoniste, organiste, compositeur et critique musical français né le 22 novembre 1880 à Lyon, ville où il est mort le 12 juillet 1968.

## Biographie
Maurice Reuchsel naît le 22 novembre 1880 à Lyon,. Il est le fils du musicien lyonnais Léon Reuchsel et le frère d'Amédée Reuchsel,,.
Il étudie le violon au Conservatoire de Paris, donne des concerts en France et en Italie avant de retourner à Lyon, où il enseigne le violon et devient organiste de diverses églises, étant notamment titulaire de l'église de la Rédemption jusqu'en 1950,,.
En 1900, Maurice Reuchsel fonde avec son frère Amédée des concerts de musique de chambre où sont données, précédées d'une conférence, des œuvres anciennes et modernes.
En 1903, il crée la Société lyonnaise des instruments anciens, avec l'ambition de remettre à l'honneur la musique des XVIIe et XVIIIe siècles, joue de la viole d'amour et fonde la même année le journal L'Express musical, qui paraît jusqu'en 1914.
Maurice Reuchsel est aussi critique musical et l'auteur de plusieurs ouvrages, La Musique à Lyon (1903), L'École classique du violon (1905) et Un violoniste en voyage (1907),.
En 1915, il est lauréat du prix Chartier.
Comme compositeur, on lui doit des pièces d'orgue, de la musique de chambre, de la musique religieuse ainsi que le ballet Myrtho, notamment.
Maurice Reuchsel meurt le 12 juillet 1968 à Lyon,. Il était chevalier de la Légion d'honneur.

## Distinctions
- Chevalier de la Légion d'honneur (1950)